# 蓝镰翅鸡
，是鸡形目雉科的一种鸟类。

## 特征
蓝镰翅鸡体重约1047.31克，翼长约226.5毫米，嘴峰长约26.4毫米，喙宽度约10.6毫米，喙厚度约10.2毫米，跗蹠长约38.4毫米，尾长约146.2毫米。蓝镰翅鸡在其分布区内为留鸟，其栖息在密集的高大树木组成的森林中，食性为草食性，主要食物来源是陆生植物。

## 亚种
- ：分布于阿拉斯加和育空地区南部至爱达荷州、蒙大拿州西部和怀俄明州西北部。
- ：分布于不列颠哥伦比亚省中南部至华盛顿州东部和俄勒冈州东北部。
- ：分布于内华达州东北部和犹他州的山区。
- ：分布于怀俄明州至科罗拉多州、亚利桑那州和新墨西哥州的山区。[4]